# Grupo ACIR
Grupo ACIR, S.A. de C.V., Asociación de Concesionarios Independientes de Radio, o simplemente Grupo ACIR, es un grupo radiofónico mexicano que opera 32 estaciones de radio bajo marcas como: MIX, Amor, Match, La Comadre, Radio Felicidad y 88.9 Noticias.

## Historia
Grupo ACIR se fundó el 8 de junio de 1965, cuando Francisco Ibarra compró la emisora XEDQ-AM (Radio Alegría) en San Andrés Tuxtla, Veracruz. Además, meses después inició oficialmente las operaciones de tres estaciones de amplitud modulada en la Ciudad de México: XEL-AM Radio Capital, XEFR-AM Radio Felicidad y XEVOZ-AM Radio Voz, que se compraron un año antes (1964).
Durante los siguientes dos años, se integraron tres nuevas radiodifusoras: XEOM-AM en Coatzacoalcos, Veracruz, XEMM-AM en Morelia, Michoacán y XEMIA-AM en Guadalajara, Jalisco
En 1966, el grupo contaba con 22 radiodifusoras, entre propias, administradas y afiliadas. El distintivo de Grupo ACIR frente a sus competidores era dar un servicio integral de ventas, programación, ingeniería y asesoría legal en todas sus emisoras.
En 1970, se integra una estación más al grupo: XHSH-FM 95.3 MHz, Radio Amistad, de la Ciudad de México.
Es en 1976 cuando se crea Grupo ACIR Nacional, organismo destinado a administrar y comercializar las estaciones del grupo en todo el país.
Con la llegada de nuevas tecnologías, en 1983, la estación Radio Capital ubicada en la Ciudad de México, se convierte en la primera en tocar al aire música con discos compactos.
En 1984, se convierte en el primer grupo radiofónico en contar con 140 estaciones de radio, con la compra de siete estaciones en las ciudades de Ciudad Delicias, Chihuahua, Puebla, Puebla, Puerto Vallarta, Jalisco y Villahermosa, Tabasco.
En 1985, inicia operaciones la agencia de noticias Radio Comunicación Humana, precursora de ACIR Noticias.
Es a partir de 1986 cuando se funda ACIR SAT, el primer sistema de enlaces radiofónicos vía satélite.
En 1987, la empresa poblana Grupo HR integrada por las emisoras XEHR-AM, XEPOP-AM, XHVC-FM, XHRC-FM, XHRH-FM y XHJE-FM 94.1 MHz se une a Grupo ACIR.
El 11 de enero de 1988 inicia transmisiones el programa Espacio Deportivo, la primera revista deportiva radiofónica. Al año siguiente, inicia transmisiones el noticiero Panorama Informativo de manera simultánea en XEL-AM y XHSH-FM, convirtiéndose en el primer combo de un informativo en la radio mexicana y el primer noticiario de larga duración, que se transmitió de 7:00 a 11:00 a nivel nacional a más de 70 estaciones en las principales ciudades del país. En ese mismo año, entran al grupo cuatro estaciones de ciudades como Cancún, Quintana Roo, Mérida, Yucatán y Valladolid, Yucatán.
Con el cambio de década, Grupo ACIR fue pionera en el uso de unidades móviles de transmisión.
En 1992, se utilizaron por última vez en las estaciones de Grupo ACIR los discos LP y comenzó la distribución de discos compactos.
En la década de los años 90, Grupo ACIR complementó panorama informativo con otros sistemas de noticias que lo colocaron en un lugar singular en audiencia y presencia nacional. Uno de ellos es Vector XXI, conducido por José Cárdenas. El otro es Acir Radio Noticias, sistema de información total, con Ana Patricia Candiani y Jesús Martín Mendoza Arriola. Asimismo, destacó Efrén Flores con Invirtiendo en México, el primer programa especializado en economía y finanzas de la radio mexicana.
A principios de 1995, al grupo se integran tres emisoras de la empresa ARTSA concesionadas en la Ciudad de México: XHM-FM 88.9 MHz, Azul 89; XHPOP-FM 99.3 MHz, Digital 99; y XHDFM-FM 106.5 MHz, Amor 106, que al poco tiempo después se convirtió en Mix FM.
En 1999, se incorporan otras estaciones en Pachuca, Hidalgo, Toluca, Estado de México y Puebla, Puebla. En este último sitio, a pesar de existir Grupo ACIR Puebla, éste carecía de representatividad por Grupo ACIR. Así esta última, se alió con Corporación Puebla de Radiodifusión para la operación de sus marcas.
El 2003 fue un año de renovación para Grupo ACIR, ya que integran a su operación, los sistemas de audio más avanzados en cuanto a tecnología en radiodifusión, ese mismo año entran al aire dos nuevos conceptos: 88.9 Noticias en 88.9 MHz y La 1260 en 1260 kHz; el primero enfocado a la información, el segundo dirigido al público femenino.
En 2004, Grupo ACIR crea el concepto Radio Tráfico Total, informando en materia vial y de tráfico cada 15 minutos. De manera simultánea, se informa de la vialidad en la Ciudad de México, Querétaro, Querétaro y Monterrey, Nuevo León, además de Atlanta, Georgia y San Diego, California, en los Estados Unidos.
También en 2004, Grupo ACIR, organiza un concierto masivo en la Ciudad de México: El Megaconcierto, rompiendo récords de asistencia al congregar en el Zócalo de la Ciudad de México a más de 120,000 espectadores en sus dos primeras ediciones, el 17 de abril y 24 de octubre y 145,000 más en las ediciones de 2005, del 16 de abril y 20 de octubre. Para 2006, el 7 de mayo, logra otra cifra récord: 155,000 asistentes.[cita requerida]
En 2005, desincorpora en San Luis Potosí, San Luis Potosí la emisora XEPO-AM 1100 kHz, Inolvidable 1100 AM. Dicha estación es adquirida por el grupo Controladora de Medios (hoy GlobalMedia) para convertirla en repetidora de Imagen Radio. En esta plaza conserva las estaciones XHNB-FM 95.3 MHz; XHQK-FM 98.5 MHz y XHTL-FM 99.3 MHz.
En 2006, desincorpora en Valladolid, Yucatán la emisora XEUM-AM 610 kHz y fue vendida a Cadena Rasa.
En Puebla, Puebla, el 1 de junio de 2007, Grupo ACIR Puebla desaparece, y se transforma en Cinco Radio, creando así un consorcio autónomo y dirigido únicamente por la familia Cañedo Castillo. Paralelamente, Corporación Puebla de Radiodifusión desde entonces es llamado «Grupo ACIR».
Como parte de su estrategia, en 2009 fueron desincorporadas las siguientes estaciones.
- XHRST-FM 107.7 de Tijuana, Baja California.
- XHVI-FM 99.1 de San Juan del Río, Querétaro.
- XEZAR-AM 920 de Puebla, Puebla.
- XEACA-AM 950 de Acapulco, Guerrero.
- Las sonorenses XHCNE-FM 104.7, XHLDC-FM 90.7, XHPPO-FM 93.5, XHRCL-FM 89.5 de Cananea, Magdalena, Puerto Peñasco y San Luis Río Colorado, respectivamente, así como también de XEEB-AM 760 y XEIQ-AM 960 de Ciudad Obregón, Sonora.
- XEPJ-AM 1370 de Guadalajara, Jalisco.
- XEVOZ-AM 1590 de la Ciudad de México.
- XEQY-AM 1200 de Toluca, Estado de México.
- XERZ-AM 1000 de León, Guanajuato.
- XEEBC-AM 730 y XHAT-FM 101.1 de Ensenada, Baja California.
- XHEPR-FM 99.1 de Ciudad Juárez, Chihuahua.

En 2011, Grupo ACIR abre emisoras en Zacatecas, Zacatecas y Aguascalientes, Aguascalientes, ya que forma alianza con Grupo Radiofónico ZER y en 2017 se termina la alianza entre Grupo Radiofónico ZER y Grupo ACIR, debido a varios conflictos y desacuerdos legales entre ambos.
En 2013, ocurrieron cambios importantes en las estaciones de Grupo ACIR. En julio, la estación XHM-FM empieza a transmitir música romántica en español cambiando de formato a Siempre 88.9, aunque aún sigue transmitiendo varios programas informativos, posteriormente, las estaciones XHDFM-FM y XEFR-AM cambian de imagen y hacen ligeras modificaciones a sus repertorios musicales. Sin embargo, no cambian de formato, es decir, siguen como Mix 106.5 FM y Radio Felicidad 1180 AM, La XHPOP-FM cambia de concepto a Radio Disney 99.3, aunque manteniendo el formato de música pop y juvenil de la actualidad. La XHSH-FM y la XEL-AM, permanecen como Amor y La 1260 respectivamente, sin sufrir cambio alguno.
En ese mismo año, el grupo vende a Sipse Radio para las estaciones de XHMT-FM 98.5 y XHYU-FM 100.1 en Mérida, Yucatán y XHROOC-FM 101.7 en Chetumal, Quintana Roo.
En 2014, empieza la expansión de Radio Disney.
En 2015, desaparece el formato La 1260 en XEL-AM y es reemplazado por La Comadre.
En 2017, el grupo deja de operar las estaciones XHIU-FM 105.7 de Oaxaca, Oaxaca, XHMY-FM 95.7 de Pachuca, Hidalgo y XHJHS-FM 101.1 de Querétaro, Querétaro.
En 2018, regresa el formato 88.9 Noticias, reemplazando a Siempre 88.9, manteniendo la misma programación. En abril del mismo año pasa de XEMIA-AM 850 a XHEMIA-FM 90.3 en Guadalajara, Jalisco, y en junio, pasa de XEOK-AM 900 a XHOK-FM 90.9 en Monterrey, Nuevo León, contemplando involucrar Radio Disney dentro de las estaciones del estado.
A partir del último trimestre de 2018, Grupo ACIR comienza la operación en México de IHeartRadio al trasladar la transmisión de sus estaciones a través de esa plataforma en línea, lanzando también una línea de más de 30 emisoras virtuales de diversos géneros sin interrupciones comerciales.
El 24 de diciembre de 2019, Grupo ACIR termina la alianza con The Walt Disney Company México, desapareciendo el concepto Radio Disney México. En sustitución el 25 de diciembre aparece Match FM, haciéndose oficial el 7 de enero de 2020 al mediodía.
El 31 de julio de 2021, Grupo ACIR le cede la operación de XEL-AM 1260 a la cadena radiofónica católica ESNE, por lo que el formato La Comadre deja de escucharse en la Ciudad de México. El 1 de enero de 2022 retomó el concepto de música grupera.
En entre 2020 y 2023, nuevamente se desincorporaron del grupo las siguientes estaciones.
- XHTL-FM 99.3 de San Luis Potosí, San Luis Potosí.
- XHPVA-FM 90.3 de Puerto Vallarta, Jalisco.
- Las sinaloenses XHVQ-FM 96.9 y XHMAT-FM 99.5 de Culiacán y Mazatlán, respectivamente.
- XHCIA-FM 91.7 y XHCOC-FM 99.7 de Colima, Colima.
- XHIL-FM 88.5 y XHCS-FM 103.7 de Veracruz, Veracruz.
- XHSAT-FM 90.1, XHOP-FM 96.5 y XHVILL-FM 103.3 de Villahermosa, Tabasco.
- XHNE-FM 100.1 y XHOM-FM 107.5 de Coatzacoalcos, Veracruz.
- XHDQ-FM 103.9 de San Andrés Tuxtla, Veracruz.
- XHUSS-FM 92.3, XHFEM-FM 99.5 y XHDM-FM 102.7 de Hermosillo, Sonora.
- XHOZ-FM 91.7 de Xalapa, Veracruz.
- XHAGS-FM 103.1 / XEAGS-AM 1070 de Acapulco, Guerrero.
- XHOCA-FM 89.7 de Oaxaca, Oaxaca.

En 2024 y 2025, también se desincorporaron del grupo otras estaciones más.
- XHRE-FM 88.1 / XERE-AM 920 de Celaya, Guanajuato.
- XHMAR-FM 98.5 / XEMAR-AM 710, XHBB-FM 101.5 / XEBB-AM 600 y XHAGE-FM 102.3 de Acapulco, Guerrero.
- XHTOL-FM 102.9 de Toluca, Estado de México.

### Lemas de la empresa
- 1981: Comunicación humana.
- 1983: Radiocomunicación humana.
- 1994: Líder nacional en radio.
- 2015: Conectando a millones.

## Marcas principales y vigentes

### 88.9 Noticias
Transmite programas hablados de información en el transcurso del día y rock en inglés y español de los años 80 y 90 por las noches. Dio inicio el 3 de noviembre de 2003, sustituyendo a Azul; y para el 14 de julio de 2013, hizo una pausa que duró casi 5 años para dar pasó a Siempre; retomó su transmisión el 8 de enero de 2018.
Lemas
- 2003-2013: Información que sirve.
- 2018-presente: Información que sirve. Tráfico y clima cada 15 minutos.

### Amor
Dedicada a la balada contemporanea en español a partir de los años 80 hasta la actualidad. Inició sus transmisiones en 2001, a través del 95.3 FM, sustituyendo a Inolvidable. Los primeros 2 años se identificó como "La Nueva Amor".
Lemas
- 2001-presente: Sólo música romántica.

### La Comadre
Música regional mexicana (grupera, mariachi, banda, duranguense y norteña). Inició en 1995, a través del 95.3 FM; pero este primer ciclo sólo duró hasta 1997 cuando dicha estación fue ocupada por Inolvidable; en 2001, abrió un segundo ciclo en 1180 AM que se mantuvo hasta 2003, cuando Radio Felicidad retomó la estación y luego de 12 años regresó una vez más a través del 1260 AM en sustitución de La 12 60 AM.
Lemas
- 1995: La gran estrella de la radio.
- 1998: ¡Sí la mueve!
- 2002: ¡Puros éxitos!
- 2011: ¡Puros éxitos y más música! ¿Qué no?
- 2012: ¡Puros éxitos! ¿Qué no?
- 2017: ¡Puros éxitos, puros comadrazos!
- 2019: Éxitos y clásicos. (exclusivo en la Ciudad de México)

### Match
Música en inglés de los años 2000 a la actualidad. Inició sus transmisiones el 25 de diciembre de 2019, en 99.3 FM, marcando el regreso de Grupo ACIR a la operación de dicha estación luego de 6 años de renta a The Walt Disney Company para Radio Disney México.
Lemas
- 2019: Éxitos, más música., Conéctate.
- 2025: Más Pop, Conéctate

### MIX
Desde enero de 2020, música retro en ingles a partir de los años 70 hasta mediados de los 2010. Iniciado en 1994 en la estación 95.3 FM, en sustitución de Radio Amistad; con un formato dedicado a la música contemporánea, abarcando los años 60 hasta la actualidad. En 1995, hizo el cambio al 106.5 FM que recién había adquirido Grupo ACIR. Para 1997, ofreció una nueva propuesta, la cual tocaba los géneros dance y electrónica, muy de moda para esa fecha a nivel mundial; en 2001, empezó a transmitir música de género pop de actualidad; En 2003, regresó  a lo contemporáneo, abarcando desde los 70 hasta la actualidad; para el 15 de julio de 2013, retiró la década de los 70, pero fue reintegrada el 1 de julio de 2015. Todas sus etapas han sido en el idioma inglés.
Lemas
- 1994-2001: La mezcla musical perfecta.
- 2001-2003: Música pop.
- 2003-2006: Mucho ritmo.
- 2006-2011: 80's, 90's y más.
- 2011: Máxima música, máxima mezcla.
- 2012: La nueva Mix: Máxima música, máxima mezcla.
- 2013-2015: 80's, 90's y Hoy.
- 2015-presente: 80's, 90's y más.

### Radio Felicidad
Desde enero de 2020, música retro en español, iniciando desde la década de los 60 hasta los 2000. Inició en 1952 como una marca independiente, transmitiendo música de actualidad; para 1964, Grupo ACIR adquirió el sello y conservó el mismo formato; en 1994, hizo una pausa que duró 9 años, luego de que su estación, 1180 AM, fuera ocupada por Radio Capital; y para 2003, "Radio Felicidad" retomó el control sustituyendo a La Comadre, pero esta vez con un formato dedicado a los años 60, 70 y 80; en 2010, se integró la década de los 90; a partir del 15 de julio de 2013, solamente se dedicó a los 60 y 70; para el 1 de julio de 2015, reintegró los 80 y 90.
Lemas
- 1970: Radio Felicidad es para ti.
- 1986: El sonido de tu tiempo.
- 1991: Evolución musical sin límites.
- 2003-2009: Los éxitos de siempre.
- 2009-2010: Los mejores momentos... La estación oficial de José José.
- 2010-2013: Los mejores momentos y más música... La estación oficial de José José.
- 2013: Radio Felicidad, la nueva 1180 AM; ¡Súbele! (exclusivo en la Ciudad de México)
- 2014-2015: Radio Felicidad, la 1180 AM; ¡Súbele! (exclusivo en la Ciudad de México)
- 2015-presente: Los mejores momentos.

## Otras marcas

### Azul
Música de catálogo en inglés y español de formato adulto contemporáneo, incluyendo piezas instrumentales de piano y jazz.
Inició transmisiones en 1989 como Azul 89, siendo parte de Grupo ARTSA y adquirido en 1995 por Grupo ACIR. Para el 3 de noviembre de 2003, su frecuencia 88.9, fue ocupada por el concepto 88.9 Noticias. En 2005, Azul retomó sus transmisiones vía internet, en la página oficial de Grupo ACIR. En 2018, con la llegada de iHeartRadio a México, se trasladó a dicha plataforma.
Lema
- El color de la música.

### City
La única estación en México dedicada exclusivamente a géneros como el downtempo, el lounge y el chill out. Se transmite únicamente por internet. Con la llegada de iHeartRadio en 2018, se trasladó a la plataforma.

## Marcas en desuso

### Siempre
Proyecto iniciado el 15 de julio de 2013, por el 88.9 FM, transmitiendo programación hablada de información y música en español de los años 70 a los 2000; a partir del 1 de julio de 2015‚ sus espacios musicales se redujeron y lo dedicó solamente al género rock. 88.9 Noticias, marca que le dio espacio a este sello, recuperó la estación el 8 de enero de 2018; "Siempre" se dejó de emitir tras esta acción.
 Lema 
- 2013: Lo mejor en tu idioma.
- 2015: Tráfico y clima cada 15 minutos.

### La 12 60
Programación hablada dirigida a un público femenino. Usado del 3 de noviembre de 2003 al 12 de junio de 2015.
Lema
- Mejorando tu vida diaria.

### Digital
Música de actualidad en inglés y español. Iniciado el 16 de noviembre de 1988, siendo parte de Grupo ARTSA y adquirido en 1995 por Grupo ACIR. Su estación, 99.3 FM, fue ocupada por la versión mexicana de Radio Disney a partir del 9 de octubre de 2013 y con eso llegó el final de "Digital" cerrando un ciclo de casi 25 años.
 Lema 
- 1988: El balance perfecto.
- 1993: Tu idea básica en radio.
- 1999: Sólo éxitos.
- 2006: Sólo éxitos y Más Música.
- 2012: Yo escucho 99.3.

### Bonita
Transmitía música ranchera y boleros de los 40, 50 y 60; concepto dirigido a personas mayores de 50 años. Desapareció en su totalidad en 2007 y estuvo presente en ciudades como Aguascalientes, Aguascalientes, Acapulco, Guerrero, Ensenada, Baja California, Guanajuato, Guanajuato, Puerto Vallarta, Jalisco, Guadalajara, Jalisco, Monterrey, Nuevo León, Reynosa, Tamaulipas, Saltillo, Coahuila, Querétaro, Querétaro, Puebla, Puebla, San Luis Potosí, San Luis Potosí y Morelia, Michoacán, en esta última ocupaba la frecuencia XEKW 1300 AM. En la Ciudad de México, se transmitió de 1997 a 2004 por la frecuencia XEVOZ-AM 1590 AM. En 2019, el formato regresa, esta vez por iHeartRadio y únicamente por internet, bajo el nombre de “Llegó el Mariachi”.
 Lema 
- Con la música de mi tierra.

### Luz
Marca bajo que transmitió música "de fe" y contenidos de superación personal, especificando que dicha estación es "de vanguardia secular" y que no tiene tendencias religiosas, aunque parte de la programación de la estación consistía de música cristiana en español. Estuvo al aire de enero de 2008 a diciembre de 2009, también en el 1590 de AM en la Ciudad de México. En 2020 el formato fue revivido como una emisora virtual en IHeartRadio, que a unos meses de su inicio cambió de nombre a "Génesis Radio".
Lemas
- 2008: Enciende tu corazón.
- 2009: La música que hace la diferencia.

### Óxido
Transmitió música de rock en inglés y español, teniendo como precedente el éxito de estaciones como Radio Alicia, Rock 101 y WFM. El formato fue utilizado en las emisoras XEVOZ-AM 1590 khz y XEFR-AM 1180 kHz de 1996 a 1998.
El encargado de este concepto fue Aníbal Córdoba, y los locutores fueron: Juan Carlos Rueda, Luis Méndez, Antonio Esquinca, Olivia Luna, Manuel Fernández, Clauzzen Hernández, Rodrigo Kennedy, Rafael Bassalduar «El Bazooka», Gabriel Ríos y Víctor Pineda «El Cibernauta».
Los programas que se difundieron fueron: Gaveta 12, En los cuernos de la luna, Rincón del blues, Alquimia, Asfalto, Preludio, Radio fusión, Ética independiente, Ya son las diez, La hora de Lora, Tóxico y línea corrosiva, Metalmorfosis, El programa de las 6 y La Cenicienta.
Lema
- 1996: La amplitud mental.

### Radio ACIR
Formato de programación hablada. Transmitió en diversas estaciones del grupo a nivel nacional, entre ellas: XEACA-AM, XEHR-AM, XEL-AM, XESON-AM.
Lemas
- 1988: La señal del país.
- 1995: Palabra de honor.
- 1999: La señal del país.
- 2002: Las noticias de hoy.
- 2004: Líder nacional en radio.

### Radio Capital
Formato radiofónico con programaciones musicales y habladas. Transmitió en diversas estaciones del grupo, tales fueron: XEL-AM, XEVOZ-AM y XEFR-AM.
Lemas
- Una buena costumbre de la gente joven.
- La discoteca de la gente joven.

### Radio Reloj / Radio Tráfico
Conceptos usados en XEVOZ-AM de enero de 2005 a febrero de 2008. Consistían mucho en informar la hora exacta del centro de México cada minuto. Inició en 2004 como Radio Reloj 1590, y usaba en sus promocionales el sonido de un reloj cucú. En agosto de 2006, cambió de nombre a Radio Tráfico 1590, manteniendo el formato de Radio Reloj pero incluyendo informes del tránsito vial de la Ciudad de México y la temperatura ambiental cada 15 minutos.
Lemas
- La hora al minuto y mucho más.

### Súper Deportiva
Programación hablada de deportes. Inició transmisiones en 1998 en el 1180 AM y finalizó en 2001 para dar paso a La Comadre. Fue un proyecto creado por Francisco Javier González, quien tras su salida de Grupo ACIR se llevó la marca con él y al integrarse a Televisa Radio (hoy Radiopolis) en 2003 le cambió el nombre a Estadio W.
Lema
- 1998: Todos los deportes todo el día.

### Radio Amistad
La emisora que Grupo ACIR incorporó en 1970, de frecuencia modulada en la Ciudad de México, ocupó el espacio de XHSH-FM 95.3 MHz. Su programación era de música variada internacional moderna y contemporánea, la cual se transmitía con grabaciones, sin turnos en vivo. La voz conductora más conocida de este proyecto, fue la de la locutora Argia Morales. La emisora duró bajo ese nombre hasta 1988, cuándo pasó a ser Stereo Amistad hasta salir del aire en 1994.
Lema
- En el corazón de la FM.
- Tu espacio radial.

### Inolvidable
Sello de balada comercial en español. Iniciado en 1997, en 95.3 FM, en sustitución de La Comadre. finalizado en 2001 para dar paso a Amor.
Lemas
- Inolvidable, como lo mejor de tu vida. (Solo 95.3)
- Románticas del recuerdo.

### Radio Disney
Música en inglés y español de actualidad. La marca es propiedad de The Walt Disney Company que rento el 99.3 FM de 2013 a 2019 a Grupo ACIR. Radio Disney regresó al país en febrero de 2020, pero en esta ocasión rentando a Grupo Siete.

## Contenido de valor
A partir de enero de 2016, Grupo ACIR ha creado una serie de eBooks gratuitos con contenido de valor, desde guías para crear anuncios en radio, manuales para identificar el público objetivo, hasta análisis de medios adecuados para promover a las marcas, esto con el objetivo de ayudar a empresas a tomar mejores decisiones de inversión publicitaria y crear anuncios de radio que conecten con sus audiencias.